# Dansaire de bec taronja
El dansaire de bec taronja (Saltator aurantiirostris) és una espècie d'ocell de la família dels tràupids.
Es troba a l'Argentina, Bolívia, Brasil, Xile, el Paraguai, el Perú i Uruguai; en particular, a la regió sud del Pantanal, al llarg del riu Paraguai.